# Gal·lotins
Els gal·lotins (Gallotiinae) són una  subfamília de sauròpsids (rèptils) de la família Lacertidae. Inclou 16 espècies en dos gèneres que habiten a l'oest d'Europa i al nord d'Àfrica (Psammodromus), i a les illes Canàries (Gallotia).

## Taxonomia
Subfamília Gallotiinae
- Gènere Gallotia
  - Gallotia atlantica
  - Gallotia auaritae
  - Gallotia bravoana
  - Gallotia caesaris
  - Gallotia galloti
  - Gallotia goliath (subfòssil)
  - Gallotia intermedia
  - Gallotia simonyi
  - Gallotia stehlini

- Gènere Psammodromus
  - Psammodromus algirus, Linnaeus, 1758.
  - Psammodromus blanci, Lataste, 1880.
  - Psammodromus hispanicus, Fitzinger, 11826.
  - Psammodromus jeanneae, Busack, Salvador i Lawson, 2006.
  - Psammodromus manuelae, Busack, Salvador i Lawson, 2006.
  - Psammodromus microdactylus, Boettger, 1881.